# Вторичные энергетические ресурсы
Вторичные энергетические ресурсы (ВЭР) — ресурсы, полученные в виде отходов производства и потребления или побочных продуктов в результате осуществления технологического процесса или использования оборудования, функциональное назначение которого не связано с производством соответствующих видов энергетических ресурсов.
Выделяют три группы ВЭР: горючие (топливные), тепловые, а также ВЭР избыточного давления (в нефтеперерабатывающей промышленности).
Утилизация ВЭР производится с целью экономии топлива и снижения затрат на энергосбережение. К утилизационному оборудованию для полезного использования энергетического потенциала ВЭР относятся: тепловые насосы, теплообменники — для утилизации тепловых ВЭР; котлы-утилизаторы, печи, газотурбины — для утилизации топливных ВЭР.